# 楠賞全日本アラブ優駿
楠賞全日本アラブ優駿（くすのきしょうぜんにほんあらぶゆうしゅん）は、アングロアラブの全国3歳馬によるチャンピオン決定戦として、園田競馬場で行われていた競馬の競走である。 

## 概要
第1回は1961年とされるが（当時の資料がほとんど残っていないため不明な点も多い）、名称や距離などは度々変更された。
1967年から楠賞という競走名に、1973年からは「農林(水産)大臣省典楠賞・全日本アラブ優駿競走」として地方競馬全国交流競走となり、1985年から1995年にかけては中央競馬所属馬も出走可能であった。事実上アングロアラブ系の競走馬の日本ダービー的色合いが強かった。
1990年代には1着賞金は2000万円を超え、なかでも1992年は1着3400万、1着から5着までの賞金の合計は6800万円に達していた。1999年は1着2000万円。
アングロアラブ競走の規模縮小に伴い2003年は全日本の冠を外し、楠賞兵庫アラブ優駿として施行された。
翌2004年はサラブレッド系競走（兵庫県競馬でデビューした古馬限定重賞）に転換、楠賞として開催され、アングロアラブの全国規模の3歳根幹競走としての役割を終えた。新装した楠賞の競走回数はアラブ系競走として行われた回数を継続したため、初回の2004年度は第43回となった。

## 歴代優勝馬
| 回数   | 開催日        | 優勝馬             | 性齢 | 所属   | タイム | 優勝騎手   | 管理調教師 |
| ------ | ------------- | ------------------ | ---- | ------ | ------ | ---------- | ---------- |
| 第1回  | 1962年5月3日  | ミツカゼ           | 牡3  | 春木   | 2:04.0 | 紺原保     |            |
| 第2回  | 1963年5月1日  | カチミタカラ       | 牡3  | 兵庫   | 2:02.2 | 福地達晃   |            |
| 第3回  | 1964年5月13日 | リユーカス         | 牡3  | 兵庫   | 2:27.2 | 山崎一二三 |            |
| 第4回  | 1965年5月10日 | タガミホマレ       | 牡3  | 兵庫   | 2:31.0 | 藤原幸蔵   | 藤原幸蔵   |
| 第5回  | 1966年5月5日  | ハヤブサヒカリ     | 牡3  | 兵庫   | 2:25.7 | 照井正雄   |            |
| 第6回  | 1967年5月3日  | キヨノオー         | 牡3  | 兵庫   | 2:25.2 | 稲田礎     |            |
| 第7回  | 1968年5月15日 | スグロヒカリ       | 牡3  | 兵庫   | 2:30.5 | 北口国年   |            |
| 第8回  | 1969年5月7日  | ミスグラマン       | 牝3  | 兵庫   | 2:23.0 | 北口国年   |            |
| 第9回  | 1970年5月17日 | アサヒマロツト     | 牡3  | 兵庫   | 2:14.8 | 市来秀行   | 溝端弘     |
| 第10回 | 1971年5月12日 | ゼネラルオー       | 牡3  | 兵庫   | 2:24.9 | 石川昇     |            |
| 第11回 | 1972年5月24日 | フジマンデン       | 牡3  | 兵庫   | 2:37:0 | 石川昇     |            |
| 第12回 | 1973年5月16日 | ワールドタカシ     | 牡3  | 大井   | 2:34.5 | 花村通春   | 永井秀男   |
| 第13回 | 1974年6月25日 | グリンフアスト     | 牡3  | 川崎   | 2:34.5 | 佐々木竹見 | 細川一吉   |
| 第14回 | 1975年5月20日 | ホクトライデン     | 牡3  | 船橋   | 2:35.5 | 桑島孝春   | 平島好助   |
| 第15回 | 1976年5月25日 | メイクマイウエー   | 牡3  | 浦和   | 2:37.2 | 本間光雄   | 相馬清次   |
| 第16回 | 1977年5月27日 | ヒダカセイユウ     | 牡3  | 福山   | 2:38.2 | 番園一男   | 部谷久司   |
| 第17回 | 1978年5月30日 | トキノナノリ       | 牝3  | 兵庫   | 2:38.5 | 勝野誠一郎 | 大畠治     |
| 第18回 | 1979年5月17日 | ヤングラツキー     | 牡3  | 兵庫   | 2:40.0 | 寺嶋正勝   | 福地達晃   |
| 第19回 | 1980年5月27日 | トライバルセンプー | 牡3  | 川崎   | 2:38.3 | 佐々木竹見 | 村田六郎   |
| 第20回 | 1981年5月12日 | コマツタイム       | 牡3  | 園田   | 2:39.6 | 石川昇     | 藤本年夫   |
| 第21回 | 1982年6月8日  | ダイヤロツク       | 牡3  | 園田   | 2:40.4 | 石川昇     | 鴨林武男   |
| 第22回 | 1983年6月9日  | ハギノニユーグリン | 牡3  | 園田   | 2:38.2 | 田中道夫   | 阿部和男   |
| 第23回 | 1984年6月13日 | ニユーサラトガ     | 牡3  | 園田   | 2:40.9 | 寺嶋正勝   | 大畠治     |
| 第24回 | 1985年5月17日 | イソナンブ         | 牡3  | 川崎   | 2:34.8 | 森下博     | 井上宥蔵   |
| 第25回 | 1986年5月14日 | ローゼンホーマ     | 牡3  | 福山   | 2:35.8 | 那俄性哲也 | 寺田忠     |
| 第26回 | 1987年5月27日 | ダンデイダイドウ   | 牡3  | 園田   | 2:36.8 | 尾原強     | 武田広臣   |
| 第27回 | 1988年5月18日 | オタルホーマー     | 牡3  | 大井   | 2:37.3 | 佐々木竹見 | 物井榮     |
| 第28回 | 1989年5月17日 | アサリユウセンプー | 牡3  | 福山   | 2:36.5 | 那俄性哲也 | 浜田輝和   |
| 第29回 | 1990年5月16日 | ムサシボウホマレ   | 牡3  | 福山   | 2:40.4 | 石井幸男   | 石井勝教   |
| 第30回 | 1991年5月22日 | ハギノメジャー     | 牡3  | 園田   | 2:39.0 | 田中道夫   | 永井秀男   |
| 第31回 | 1992年5月20日 | イナズマガッサン   | 牝3  | 愛知   | 2:39.6 | 兒島真二   | 松橋寛     |
| 第32回 | 1993年5月19日 | ダイメイゴッツ     | 牡3  | 荒尾   | 2:35.6 | 牧野孝光   | 和田保夫   |
| 第33回 | 1994年5月18日 | コノミテイオー     | 牡3  | 園田   | 2:40.6 | 小牧太     | 福地達晃   |
| 第34回 | 1995年6月7日  | キタサンオーカン   | 牡3  | 園田   | 2:39.6 | 小牧太     | 曾和直榮   |
| 第35回 | 1996年5月29日 | ケイエスヨシゼン   | 牡3  | 園田   | 2:37.2 | 岩田康誠   | 保利照美   |
| 第36回 | 1997年5月28日 | ヤングメドウ       | 牡3  | 園田   | 2:37.3 | 岩田康誠   | 森澤憲一郎 |
| 第37回 | 1998年5月27日 | タッカースカレー   | 牡3  | 園田   | 2:38.0 | 小牧太     | 曾和直榮   |
| 第38回 | 1999年5月26日 | ホマレスターライツ | 牡3  | 宇都宮 | 2:41.9 | 鈴木正     | 中村憲和   |
| 第39回 | 2000年5月17日 | コウザンハヤヒデ   | 牡3  | 荒尾   | 2:42.4 | 西村栄喜   | 福島幸広   |
| 第40回 | 2001年6月6日  | ガバナマイウェー   | 牡3  | 園田   | 2:38.9 | 木村健     | 薮田勝也   |
| 第41回 | 2002年6月5日  | チョウヨームサシ   | 牡3  | 金沢   | 2:42.4 | 蔵重浩一郎 | 清水博昭   |
| 第42回 | 2003年6月19日 | サンクリント       | 牡3  | 西脇   | 2:41.6 | 田中学     | 西村守幸   |

| 開催日       | 優勝馬   | 性齢 | 所属 | タイム | 優勝騎手 | 管理調教師 |
| ------------ | -------- | ---- | ---- | ------ | -------- | ---------- |
| 1961年5月3日 | フクマサ | 牡3  | 春木 | 2:02.2 | 岩崎良蔵 |            |

※当初と同じ条件で施行されたが、回数にはカウントされていない。
- 競走名：第1回 「園田銀盃」、第2回 「銀盃賞」、第3回 「春の銀盃賞」、第4回 「春の銀賞」、第5回 「園田アラブ優駿」、第6～11回 「楠賞」、第42回 「楠賞兵庫アラブ優駿」
- 距離：第1、2回 ダート1800m、第3～8、10回 ダート2130m、第9回 姫路ダート2000m、第11回 ダート2320m、第12～37回 ダート2300m、第38回～ ダート2400m
- 出走条件：アングロアラブ系3歳馬。第1～8回 兵庫・春木交流、第9～11回 兵庫所属馬限定、第12～23回・35回～ 地方全国交流、第24～33回 中央・地方全国交流、第34回 指定交流
- 優勝馬の馬齢は2000年以前も現表記を用いている。

### 競走各回の出典
1986年(第25回)
1987年(第26回)
1988年(第27回)
1989年(第28回)
1991年(第30回)
1992年(第31回)
1996年(第35回)
1997年(第36回)
1998年(第37回)
1999年(第38回)
2000年(第39回)
2001年(第40回)
2002年(第41回)
2003年(第42回)